# Once Upon a Time (Zona crepusculară)
Once Upon a Time este episodul 78 al serialului american Zona crepusculară. A fost difuzat pe 15 decembrie 1961. Acesta îl prezintă pe  Buster Keaton, vedetă a filmului mut, în rolul unui călător în timp, iar prima și ultima scenă din episod aduc un omagiu filmelor mute datorită cărora a ajuns faimos.

## Prezentare

### Introducere
| “ | Domnul Mulligan, un acerb critic al vremurilor sale, urmează să descopere în scurt timp importanța acelei vechi vorbe din lac în puț⁠(d) - în Zona crepusculară. | ” |

### Intriga
Woodrow Mulligan este un morocănos din anii 1890, nemulțumit de degradarea vremurilor: excedentul bugetar al națiunii este de numai 85 de milioane de dolari, prețul sunt foarte ridicate și pe străzile orașului său cândva liniștit - Harmony, New York⁠(d) - cutreieră animale de fermă⁠(d), trăsuri și biciclete penny-farthing⁠(d). O coliziune cu un biciclist îl aruncă într-un jgheab plin de apă, fiind obligat să se dezbrace odată ajuns la locul de muncă.
Acesta lucrează ca îngrijitor pentru profesorul GIlbert, om de știință care a inventat o „cască pentru călătorit în timp”, capabilă să-l transporte pe purtător într-un alt deceniu timp de 30 de minute. Mulligan probează casca și se trezește în anul 1961; Harmony este în prezent un oraș aglomerat, ale cărui străzi sunt pline de mașini, zgomot și prețuri uriașe. În haosul urban, acesta își pierde casca, care este furată de un băiat pe patine, iar Mulligan este nevoit să-l urmărească pe o bicicletă contemporană. Își recuperează casca defectă exact când îl întâlnește pe Rollo, un om de știință. Aceștia duc casca la un magazin de reparații, unde, în timp ce proprietarul și Rollo se ceartă, Mulligan hoinărește și achiziționează o pereche de pantaloni.
Rollo consideră anii 1890 drept o perioadă idilică și își dorește să plece în locul lui Mulligan. Îi fură casca și pleacă, dar Mulligan îl prinde în ultima clipă și ambii sunt trimiși înapoi în secolul XIX. Mulligan este ușurat că s-a întors acasă, iar Rollo este puternic impresionat. O săptămână mai târziu, Mulligan privește altfel perioada sa, dar Rollo este consternat de lipsa tehnologiei și a bunăstării secolului XX. Deranjat de criticile acestuia, Mulligan programează casca pentru anul 1961, i-o pune în cap și îl trimite înapoi în viitor.

### Concluzie
| “ | „Gusturile nu se discută” - spune o altă veche vorbă la care domnul Woodrow Mulligan ar trebui să adere, deoarece a învățat - cu siguranță într-un mod dificil - că exisă multă înțelepciune într-o a treia vorbă veche, care sună astfel: „Vezi-ți de treaba ta”. La care s-ar putea adăuga „și, dacă este posibil, ajută-i pe alții să-și vadă de treaba lor” —via, desigur, Zona crepusculară. | ” |

## Distribuție
- Buster Keaton - Woodrow Mulligan
- Stanley Adams - Rollo
- Milton Parsons- profesoruliGilbert
- Gil Lamb - ofițerul Flannagan
- James Flavin - primul polițist din 1962
- Harry Fleer - al doilea polițist din 1962
- Warren Parker - director al magazinului de îmbrăcăminte
- Jesse White - reparator
- George E. Stone - Fenwick